# Dark Lady
Dark Lady (en español: Dama oscura) es el decimoprimer álbum de estudio de la cantante estadounidense Cher, fue lanzado en 1974 a través de MCA Records. 

## Información del álbum
Dark Lady fue lanzado en 1974, a través de MCA Records, siendo la tercera y última producción de la cantante con esta compañía, también fue el último producido por Snuff Garrett. Ese mismo año, el famoso dúo Sonny & Cher se divorcian definitivamente, dando así, el fin de su exitosa carrera en televisión.
Después del gran éxito de Half-Breed, es lanzado al mercado un álbum de baladas y canciones populares. De éste salen sencillos que arrasaron en las listas de popularidad, como “Dark Lady”, que fue número uno en Estados Unidos, “Train of Thought”, que es un cover de la canción “What'll I Do” de El gran Gatsby, “I Saw a Man and He Danced with His Wife”, una de las baladas más sobresalientes del álbum y “Just What I've Been Lookin' For”, con un estilo rústico. La canción “Miss Subway Of 1952” es de género retro y es un homenaje a Bette Midler. Este álbum mostró que a mediados de la década de los setenta, Cher se encontraba en el apogeo de su popularidad. Igualmente, durante esta época, la cantante se volvió en una ídolo para muchos jóvenes aficionados debido a su único estilo glam pop.
En 1999, esta producción se relanzó en una recopilación especial llamada Half Breed/Dark Lady, que también contiene las canciones del álbum anterior de la cantante, Half-Breed. Esta versión es ahora, difícil de encontrar.

## Lista de canciones
Lado A
1. "Train Of Thought" (Alan O'Day) – 2:35
2. "I Saw A Man And He Danced With His Wife"  (Johnny Durrill) – 3:14
3. "Make The Man Love Me" (Cynthia Weil) – 3:19
4. "Just What I've Been Lookin' For" (Alan O'Dell) – 2:40
5. "Dark Lady" (Johnny Durrill) – 3:26

Lado B
1. "Miss Subway Of 1952" (Cain) – 2:17
2. "Dixie Girl"  (Johnny Durrill) – 3:24
3. "Rescue Me" (Raynard Miner, Carl Smith) – 2:24
4. "What'll I Do" (Berlin) – 2:30
5. "Apples Don't Fall Far From The Tree" (Stone) – 3:22

## Créditos
Personal
- Cher - voz principal

Producción
- Snuff Garrett - productor discográfico
- Al Capps - arreglo musical

Diseño
- Richard Avedon - fotografía
- Calvin Klein - vestuario

## Listas de popularidad
| Lista (1974)          | Posición más alta |
| --------------------- | ----------------- |
| EE. UU. Billboard 200 | 69                |